# Şix Salahlı
Şix Salahlı är en ort i Azerbajdzjan.   Den ligger i distriktet Sabirabad Rayonu, i den sydöstra delen av landet, 100 km väster om huvudstaden Baku. Antalet invånare är 1 482.
Terrängen runt Şix Salahlı är mycket platt. Runt Şix Salahlı är det ganska tätbefolkat, med 80 invånare per kvadratkilometer.. Närmaste större samhälle är Şirvan, 12,1 km sydost om Şix Salahlı.
Trakten runt Şix Salahlı består till största delen av jordbruksmark.